# Kayserispor
Kayserispor je turski športski klub iz Kayserija. Klub je osnovan 1975. godine kao Kayseri Emniyetspor. Klupske boje su crveno žuta, a svoje domaće utakmice igraju na stadionu Kadir Has. 
Najveći uspjeh kluba je osvajanje turskog kupa 2008. godine, dok su u prvenstvu najbolje prošli s petim mjestom što se dogodilo četiri puta u povijesti kluba u sezonama 2005./06., 2006./07., 2007./08., te u sezoni 2012./13. kada ih je vodio hrvatski nogometni stručnjak Robert Prosinečki. Od europskih uspjeha, osvojio je 2006. Intertoto kup.

## Igrači iz Hrvatske
- Mario Gavranović
- Anton Maglica
- Karlo Muhar

## Vanjske poveznice
- (tur.) Službena web-stranica

1. 1 2 3  Club details. tff.org. Pristupljeno 11. kolovoza 2025.